# 야마토정 (야마구치현)
야마토정(大和町)은 야마구치현의 동부에 있었던 정이며, 구마게군 소속이였다. 면적은 32.09평방킬로미터, 인구는 8,465명이었다.
2004년 10월 4일에 구 히카리시와 합병해 신, 히카리시가 되어 소멸하였다.

## 지리
야마구치현 동부 산간부에 위치하고 있었다.

## 역사
- 1943년 11월 3일 - 이와타촌, 미와촌, 시오타촌, 쓰카리촌이 합병해 야마토촌이 성립하였다.
- 1971년 1월 15일 - 정으로 승격해 야마토정이 되었다.
- 2004년 10월 4일 - 히카리시와 합병해, 새로운 히카리시가 성립하였다. 동일 야마토정은 폐지되었다.

## 교통

### 철도
- 서일본 여객철도 산요 본선